# Мачен
Мачен (кит. спр. 麻城市, піньїнь: Máchéng Shì) — місто-повіт у центральнокитайській провінції Хубей, складова міста Хуанган.

## Географія
Мачен розташовується на півночі префектури, лежить на річці Цзюйшуй, притоці Янцзи.

### Клімат
Місто знаходиться у зоні, котра характеризується вологим субтропічним кліматом. Найтепліший місяць — липень із середньою температурою 27.8 °C (82 °F). Найхолодніший місяць — січень, із середньою температурою 2.8 °С (37 °F).
| Клімат Мачена           | Клімат Мачена | Клімат Мачена | Клімат Мачена | Клімат Мачена | Клімат Мачена | Клімат Мачена | Клімат Мачена | Клімат Мачена | Клімат Мачена | Клімат Мачена | Клімат Мачена | Клімат Мачена | Клімат Мачена |
| Показник                | Січ.          | Лют.          | Бер.          | Квіт.         | Трав.         | Черв.         | Лип.          | Серп.         | Вер.          | Жовт.         | Лист.         | Груд.         | Рік           |
| Середній максимум, °C   | 8             | 9             | 14            | 21            | 26            | 30            | 32            | 33            | 28            | 23            | 16            | 10            | 20            |
| Середня температура, °C | 3             | 5             | 10            | 16            | 21            | 25            | 28            | 28            | 23            | 18            | 11            | 5             | 16            |
| Середній мінімум, °C    | 0             | 1             | 5             | 11            | 16            | 21            | 24            | 23            | 18            | 12            | 6             | 0             | 11            |
| Норма опадів, мм        | 28            | 52            | 83            | 126           | 152           | 189           | 211           | 116           | 88            | 83            | 55            | 22            | 1205          |
| ----------------------- | ------------- | ------------- | ------------- | ------------- | ------------- | ------------- | ------------- | ------------- | ------------- | ------------- | ------------- | ------------- | ------------- |
| Джерело: Weatherbase    |               |               |               |               |               |               |               |               |               |               |               |               |               |